# Huarangal (Paramonga)
Huarangal es un caserío peruano ubicado en el distrito de Paramonga, perteneciente a la provincia de Barranca del departamento de Lima, en la costa central del Perú. 

## Ubicación
Huarangal se ubica al noroeste de la provincia de Barranca, en el distrito de Paramonga, en el departamento de Lima.

## Demografía
En 2017 Huarangal tenía una población de 92 habitantes.
| Gráfica de evolución demográfica de Huarangal entre 1993 y 2017 |
|                                                                 |
| Fuentes: Población 1993 y 2017                                  |